# Quintus Maecius Laetus
Quintus Maecius Laetus war ein römischer Politiker, Senator, Prätorianerpräfekt und Konsul des Jahres 215.
Herkunft und Abstammung des Laetus sind unbekannt. Um 185 wurde er Statthalter der Provinz Arabien und im Anschluss Statthalter von Ägypten (200–203). Im Jahr 205 übernahm Laetus zusammen mit Papinian die Nachfolge des mächtigen Plautian als Prätorianerpräfekt. In diesem Amt blieb er wohl bis 211. Anschließend wurde Laetus im Jahr 215 – während der Regierungszeit des Kaisers Caracalla (211–217) – gemeinsam mit Marcus Munatius Sulla Cerialis ordentlicher Konsul, wobei in den Inschriften an seinen Namen die Zahl II oder das Wort it(erum) als Kennzeichnung der zweiten Bekleidung des Konsulats angehängt ist. Wann er das Amt zum ersten Mal innehatte, ist unbekannt. Vermutet wird deshalb auch, dass er vielleicht nur die ornamenta consularia oder eine adlectio inter consulares erhalten hatte.